# Лихой, Иван Николаевич
Иван Николаевич Лихой (1914, Новосёловка, Херсонская губерния — 4 ноября 1943, Джанкойский район, Крымская АССР) — капитан Рабоче-крестьянской Красной армии, участник Великой Отечественной войны, Герой Советского Союза (1944).

## Биография
Иван Лихой родился в 1914 году в селе Новосёловка (ныне — в Доманёвском районе Николаевской области Украины). После окончания пяти классов школы работал сначала в совхозе, затем на предприятиях. В 1935—1936 годах Лихой проходил службу в Рабоче-крестьянской Красной Армии. Демобилизовавшись, работал в органах НКВД СССР, позднее — в типографии. В июне 1941 года Лихой повторно был призван в армию и направлен на фронт Великой Отечественной войны. В марте 1942 года он окончил курсы младших лейтенантов. К ноябрю 1943 года капитан Иван Лихой командовал батальоном 943-го стрелкового полка 257-й стрелковой дивизии 51-й армии 4-го Украинского фронта. Отличился во время освобождения Крыма.

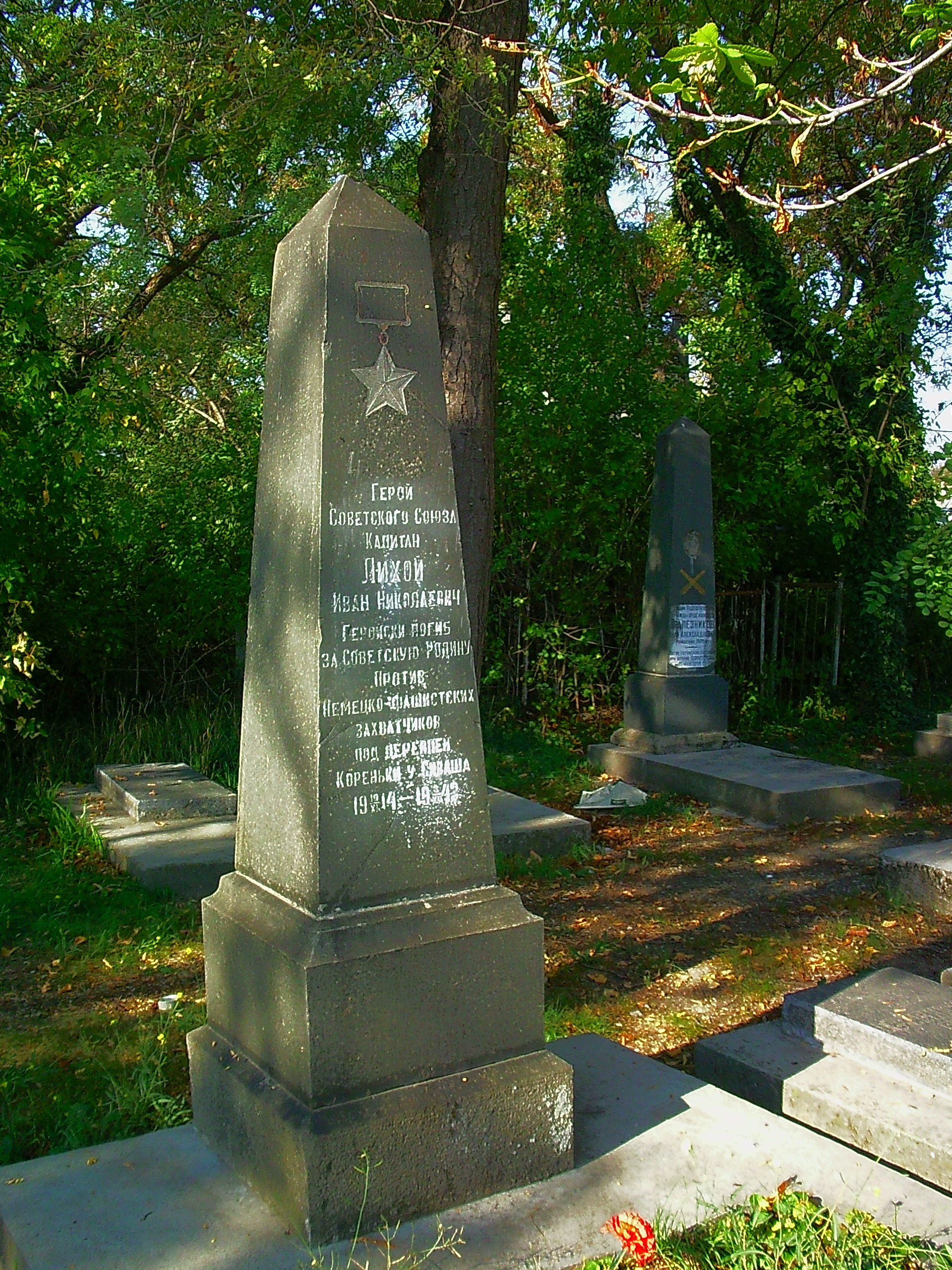
Могила Героя Советского Союза капитана И. Н. Лихого на 1-м гражданском кладбище Симферополя

В ночь с 31 октября на 1 ноября 1943 года батальон Лихого вброд перешёл Сиваш и атаковал немецкие войска в районе села Красноармейское Красноперекопского района. В тот же день он успешно расширил плацдарм до села Томашевка Джанкойского района. 2 ноября противник предпринял ожесточённую контратаку и, прорвав оборону полка, окружил командный пункт. В этот критический момент батальон Лихого отбросил вражеские части, а затем отразил ещё две контратаки. 4 ноября 1943 года батальон в ожесточённом бою был окружён, но продолжал сражаться, уничтожил около 200 солдат и офицеров противника. Когда один из пулемётчиков выбыл из строя, Лихой заменил его собой, продолжив вести огонь. В том бою он погиб. Первоначально был похоронен в Красноармейском, позднее — перезахоронен на Старорусском кладбище Симферополя.
Указом Президиума Верховного Совета СССР от 16 мая 1944 года за «мужество, отвагу и героизм, проявленные в борьбе с немецкими захватчиками» капитан Иван Лихой посмертно был удостоен высокого звания Героя Советского Союза. Также был награждён орденом Ленина, двумя орденами Отечественной войны 1-й степени и орденом Красной Звезды, медалью.

## Память
В честь Лихого установлены бюсты и названы улица в Доманёвке и улица в Симферополе.